# Île de Seungbong
L'île de Seungbong ou Seungbongdo (hangeul : 승봉도 ; hanja : 昇鳳島 ; RR : Seungbong-do ; MR : Sŭngbong-do) est une île de Corée du Sud située dans la mer Jaune, à l'ouest de la péninsule, au large de la conurbation Séoul-Incheon.

## Dans la culture
Bien qu'elle ne soit pas nommée et qu'elle n'y apparaisse que furtivement à l'écran, l'île est le lieu principal de l'action dans la série télévisée sud-coréenne Squid Game diffusée en 2021 sur Netflix.